# 森野熊八
森野 熊八（もりの くまはち、1962年〈昭和37年〉7月18日 - ）は、日本の料理人、料理研究家、タレント。通称“アジクマさん”。妻は料理研究家の市瀬悦子。

## 略歴
神奈川県出身。16歳の時から料理を始め、桜美林大学経済学部卒業後、横浜のレストランで「フランス料理」と「イタリア料理」を修業。その後、料理学校にて西洋料理担当教授の経験を積む。
シンガーソングライターとしてポピュラーソングコンテスト最優秀歌唱賞受賞などの実績を活かし、1990年より「“料理の作り方が歌詞になっている歌”を歌いながら作る」という、まったく新しいタイプのクッキングショーで注目を集めた。しかし、当時料理界の権威、ステータスであった料理の鉄人とは、距離を置き挑戦者にも選ばれなかった。現在、あらゆるメディアで独自の料理世界を展開している。
恵泉女学園大学、近畿大学豊岡短期大学の特別講師を勤めた経歴もある。また、2004年からNHK教育テレビの子供向け料理番組『ひとりでできるもん!どこでもクッキング』にて、2年間講師として出演した。

## 著書
- 熊八食堂のお料理ノート　ビーエヌエヌ
- NHKひとりでできるもん!どこでもクッキング1 同2　NHK出版
- おなかぺこぺこソングブック〜子どもと楽しく食育を〜　鈴木出版
- ひとり分おうちでごはん〜ムダなくおいしく毎日つくれる！〜　青春出版社
- みなみのしまのカウカウ〜カイじいさんとおおきなさかな〜　新日本出版社

## CD
- HA-RA-PE-KO　オールエナジーレコード
- 鶏タンゴ鍋　JVCエンタテインメント（TVアニメ「天体戦士サンレッド」エンディングテーマ）
  - 同番組では『ヴァンプ将軍のさっと一品』というコーナー内に『料理人』クレジットで、顔出し無く調理シーンのみ出演している。
- 溝の口Forever　JVCエンタテインメント（TVアニメ「天体戦士サンレッド（2期）」エンディングテーマ）
  - 1期に引き続き同コーナーは『ヴァンプとかよ子のさっと一品』と改題した上で出演を続けている。
  - FIGHT.51（2期25話）のエンディングにもゲスト出演している。

## 出演番組
テレビ
- TBSテレビ「おびゴハン!」（2016年12月5日 - 2017年3月）
- TBSテレビ「ランデヴー」- 運転手（熊ちゃん） 役
- テレビ朝日「おかずのクッキング」
【森野熊八のお肉Dictionary】
- テレビ東京「大和撫子〜すてきなマイライフ〜」 
【なでしこクッキング】（毎週火曜日）
- テレビ東京「タモリのギャップ丼」
- テレビ東京「元祖!でぶや」
- テレビ朝日「電磁戦隊メガレンジャー」 - ヒゲのコック 役
- NHK教育「ひとりでできるもん!どこでもクッキング」 - 講師『アジー・クマ』（2004年4月 - 2006年3月、枝元なほみと交互に隔週で出演）

ラジオ
- ニッポン放送（裏送り番組）『森野熊八〜ワンダフルキッチン〜』
- ニッポン放送『森野熊八グルメタイム〜日本全国うまい、うまい!〜』
- ニッポン放送「上柳昌彦・山瀬まみ ごごばん!フライデースペシャル」 - コーナー「ごごばん!ディリースペシャル 体いきいき楽しい食卓」レギュラー（2012年4月6日 -  2014年10月31日）